# Cougar Energy
Die Cougar Energy Limited hieß früher Pinnacle VRB Limited und ist ein australischer Energiekonzern, der sich auf unterirdische Kohlevergasung und die Produktion von elektrischer Energie mit dem daraus entstehenden Synthesegas spezialisiert hat.

## Aktivitäten
Der Konzern ist nicht nur in Australien aktiv, sondern plant weitere Kohlevergasungprojekte und hat Niederlassungen in Großbritannien (Cougar Energy Ltd. (UK)), Indien (Cougar Energy UCG Pty Ltd.), Pakistan (Cougar Energy Pakistan), in der Volksrepublik China (Cougar Direct Invest China Limited) und Projekte in der Mongolei.
Cougar Energy teilt sich mit der Ergo Exergy Technologies eine Lizenz für Anwendung von unterirdischen Kohlevergasung, die das Unternehmen Ergo Exergy entwickelt hat. Das wichtigste Kohlevergasung-Projekt wird von der Cougar Energy bei Kingaroy in Queensland durchgeführt. Das erste Synthesegas das Kingaroy-Pilotanlage wurde am 16. März 2010 produziert. Für die kommerzielle Nutzung plant Cougar Energy eine Anlage, die in der Lage ist, 400 Megawatt zu erzeugen. Andere Projekte der Kohlevergasung des Konzerns sind in Wandoan, im Suratbecken in Queensland und im Latrobe Valley in Victoria und im Thar Coal Field in Pakistan in Planung. Cougar Energy hat ein Memorandum unterzeichnet, dass es in Kooperation mit der Essar Oil aus Indien und der mit Qi De Investment Co. Ltd. in der inneren Mongolei mit China Kohlevergasungsanlagen aufbauen wird.

## Probleme
Am 16. Juli 2010 musste die Kingaroy-Pilotanlage zeitweise abgeschaltet werden, weil nach Bohrungen im Grundwasser Benzol und Toluol entdeckt wurden. Allerdings war der Anteil von Kohlenwasserstoffen in diesem Wasser 95 % niedriger als der Grenzwert für das australische Trinkwasser.